# Distress Marker

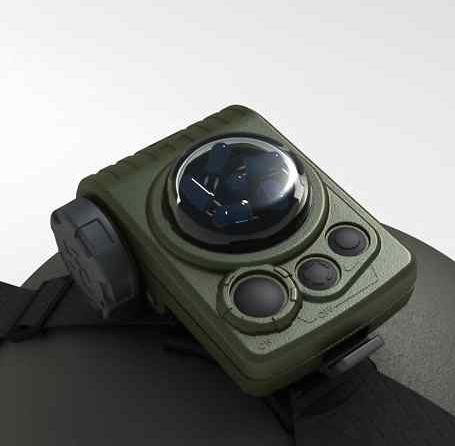
Distress Marker (militärisch)

Ein Distress Marker, zivil auch rescue strobe light, ist ein Signalmittel für optische Stroboskop-Signale. Sie weisen entweder auf eine Notsituation hin oder werden im militärischen Bereich speziell mit Infrarot-Blitzsignalen für die Identifikation eigener Truppenteile bei Nacht eingesetzt. Dabei können sie mit Nachtsichtgeräten erkannt werden, wobei Rhythmus oder Blitzcode einstellbar sind. Distress Marker werden auch bei Nachtsprüngen im Military Freefall eingesetzt.